# Джибути, Этери Шалвовна
Этери Шалвовна Джибути (1932 год, село Шуа-Амаглеба, Чохатаурский район, ССР Грузия) — колхозница колхоза имени Берия Чохатаурского района, Грузинская ССР. Герой Социалистического Труда (1951). Депутат Грузинской ССР 5-го созыва.

## Биография
Родилась в 1932 году в крестьянской семье в селе Шуа-Амаглеба Чохатаурского района. После окончания местной школы с 1946 года трудилась на чайной плантации в местном колхозе имени Берия (с 1953 года — имени Карла Маркса) Чохатаурского района.
В 1950 году собрала 6104 килограмма чайного листа с площади 0.5 гектара. Указом Президиума Верховного Совета СССР от 23 июля 1951 года удостоена звания Героя Социалистического Труда за «получение в 1950 году высоких урожаев сортового зелёного чайного листа» с вручением ордена Ленина и золотой медали «Серп и Молот» (№ 6636).
С 1952 года — член КПСС. Избиралась депутатом Верховного Совета Грузинской ССР 5-го созыва (1959—1963), делегатом XXII съезда КПСС, членом Чохатаурского райкома партии.
Награды
- Герой Социалистического Труда
- Орден Ленина
- Медаль «За трудовую доблесть» (19.07.1950)